# スパイロジャイラ
スパイロジャイラ（Spirogyra）は、イギリスのフォーク／プログレッシブ・ロック・バンドで、1971年から1973年の間に3枚のアルバムを録音し、さらに2009年から2011年にかけてオリジナル・アルバムを発表した。

## 略歴
マーティン・コッカーハム（ボーカル、ギター）とマーク・フランシスは、もともと1967年夏にランカシャー州ボルトンにて、デュオとしてスパイロジャイラを結成した。
1969年12月、コッカーハムがカンタベリーのケント大学に通っているときに、同輩の学生バーバラ・ガスキン（ボーカル）、スティーヴ・ボリル（ベース）、ジュリアン・キューザック（ヴァイオリン）を加入させてバンドを拡大した。彼らはすぐに学生組合のエンターテインメント担当役員であるマックス・ホールによって見出され、マネージメントを申し出た彼によって、B&C Recordsとレコーディング契約を結ぶこととなった。デビュー・アルバム『セント・ラディガンズ』は、彼らの学舎があった通りにちなんで名付けられた。アンダーグラウンドのクラブを演奏して回るうちに、カルトなステージングを確立し、見事に売り上げを増やしていった。続編的な1972年のアルバム『オールド・ブート・ワイン』はPeg Recordsから発表され、アコースティックな作風だったデビュー・アルバムよりも、ハード・エッジなサウンドを披露した。『オールド・ブート・ワイン』のリリース後、バンドはコッカーハムとガスキンによるデュオの2人組となった（今ではロマンスが関わっていたとされる）。
当時の最終アルバム『ベルズ、ブーツ、アンド・シャンブルズ』は、1973年4月にポリドールから発表されたものの、売れ行きは良くなかった。今日では、広くイギリスの「アシッド・フォーク」の古典の1つと見なされており、バンドの元メンバーのゲスト出演、ならびにトランペット奏者のヘンリー・ロウサーの参加を呼び物にしていた。3枚のアルバムすべてのオリジナルLPは、今日ではレアで高価なものになっている。3枚ともドイツのブレイン・レコードからも（イギリスとは異なり）見開きカバーで発表されている。フェアポート・コンヴェンションのデイヴ・マタックスが、ゲストとして3枚のアルバムすべてでドラムを演奏している。
1974年3月、スパイロジャイラは、マーティン・コッカーハム（ボーカル、ギター）、バーバラ・ガスキン（ボーカル、エレクトリック・ピアノ）、リック・ビダルフ（ベース、ギター）、ジョン・ギフォード（木管楽器）というメンバーで最後のツアーに臨んだ。新しくつくられた、かなり実験的な曲の数々は期待感を抱かせる出来だったが、4枚目のスタジオ・アルバムがつくられることはなかった。新曲のタイトルは「The River」「Waves」「Sea Song」だった。
コッカーハムは長年、海外暮らしをしていたが、新世紀の初めにイングランドに戻ってきた。彼は古いスパイロジャイラのマテリアルと、これまでに発表されていない作品をプライヴェートで発表し始めた。彼はオリジナルのスパイロジャイラの名前でマーク・フランシスと再結成を果たし、2004年から2006年に『チルドレンズ・アース』というタイトルの新しいアルバムをレコーディングし、ついに2009年にCDとして発売した。同時に制作された『レインボウ・エンパイア』と呼ばれる別の新しいアルバムは、正式にはマーティン・コッカーハムのソロ作品としてリリースされたものの、同じメンバーでのコラボレーションを特色とし、音楽的にもそれが認められる。その後のリリースと同様、どちらのアルバムも彼の「Rainbow Empire」というウェブサイトを通じて入手可能とされていた。『Record Collector』誌の2009年クリスマス・エディションにおいて好意的にレビューされた。
2010年6月6日、スパイロジャイラは、ロン・ブランドとティファニー・ヴィヴィアン・ブラウンによるロン・ブランド・マネージメントが主催する、ユニオン・チャペル・イズリントンにて開催された「スパイロジャイラとのサイケデリックな夜 (A Psychedelic evening with Spirogyra)」のために再結成した。
コッカーハムとフランシスのデュオは、数名の同僚と共に、2011年に新たなスパイロジャイラのアルバム『5 (雄鶏の鳴く時)』を発表した。このアルバムは、以前に『ベルズ、ブーツ、アンド・シャンブルズ』のアルバムに参加していたコッカーハムと、トランペット奏者のヘンリー・ロウサーとが再会したものである。
マーティン・コッカーハムは、2018年4月5日に亡くなった。

## ディスコグラフィ

### アルバム
- 『セント・ラディガンズ』 - St. Radigunds (1971年)
- 『オールド・ブート・ワイン』 - Old Boot Wine (1972年)
- 『ベルズ、ブーツ、アンド・シャンブルズ』 - Bells, Boots and Shambles (1973年)
- Burn the Bridges (2000年) ※1970年-1971年のデモ音源
- 『チルドレンズ・アース』 - Children's Earth (2009年)
- 『5 (雄鶏の鳴く時)』 - Spirogyra 5 (2011年)

### コンピレーション・アルバム
- Spirogyra Box Set (1994年)
- We Were a Happy Crew (1999年)
- A Canterbury Tale (2005年)

### 関連アルバム
- マーティン・コッカーハム : 『レインボウ・エンパイア』 - Rainbow Empire (2009年) ※日本盤はスパイロジャイラ名義